# 河村孝 (政治家)
河村 孝（かわむら たかし、1954年（昭和29年）1月13日 - ）は、日本の政治家。東京都三鷹市長（2期）。財団法人三鷹市芸術文化振興財団（現・公益財団法人三鷹市スポーツと文化財団）元理事長。公益財団法人三鷹国際交流協会元理事長。

## 来歴
静岡県静岡市生まれ。早稲田大学商学部を卒業して、1977年（昭和52年）4月、三鷹市役所に入庁。教育委員会体育課に配属される。大学時代に空手を始めた河村は（三段）、市役所に空手部を創設した。
若手職員4人で、朝日新聞社の懸賞論文に応募し「最優秀賞」を獲得。この受賞をきっかけに勉強会「超都市化問題研究会」を開催する。最盛期には約300人の会員を数えた。初代代表をつとめる。
2003年（平成15年）7月、助役、2015年（平成27年）2月、三鷹市副市長に就任。3期12年間、清原慶子の市政を支える。
清原から後継指名を受けた河村は2015年（平成27年）2月、任期満了に伴う市長選への出馬表明を行った。しかし告示日直前の同年4月、脳の病気に倒れ断念。この年の市長選は清原が立候補し、元市議の岩田康男を破り4期目の当選を果たした。
次の市長選を巡っては、健康を回復した河村のほか清原も出馬に意欲を見せ、共に自由民主党三鷹総支部に推薦願を出した。同支部や市議会の自民党会派は2018年（平成30年）12月から一本化に向けた調整を続けたが、2019年（平成31年）1月下旬の会合でも決着はつかなかった。2月6日、清原が先に出馬の意向を表明した。2月10日、自民党は自主投票を決定。2月14日、河村は正式に立候補を表明した。
保守分裂となった4月の市長選で河村は清原を小差で破り初当選した。当選後、市長選最大の争点となった市役所本庁舎・議場棟などの建て替え計画について「白紙にする。6月市議会で予算の減額補正をし、立ち止まる姿勢を明確にしたい」と述べた。4月30日、市長就任。
※当日有権者数：152,059人 最終投票率：48.60%（前回比：＋1.77pts）
| 候補者名 | 年齢 | 所属党派 | 新旧別 | 得票数   | 得票率 | 推薦・支持 |
| -------- | ---- | -------- | ------ | -------- | ------ | ---------- |
| 河村孝   | 65   | 無所属   | 新     | 37,074票 | 51.12% |            |
| 清原慶子 | 67   | 無所属   | 現     | 35,451票 | 48.88% |            |